# Burg Emmershausen
Die Burg Emmershausen ist eine abgegangene Höhenburg (eigentlich nur ein Festes Haus) im Ortsteil Emmershausen in der heutigen Taunusgemeinde Weilrod im Nordwesten des Hochtaunuskreises in Hessen.

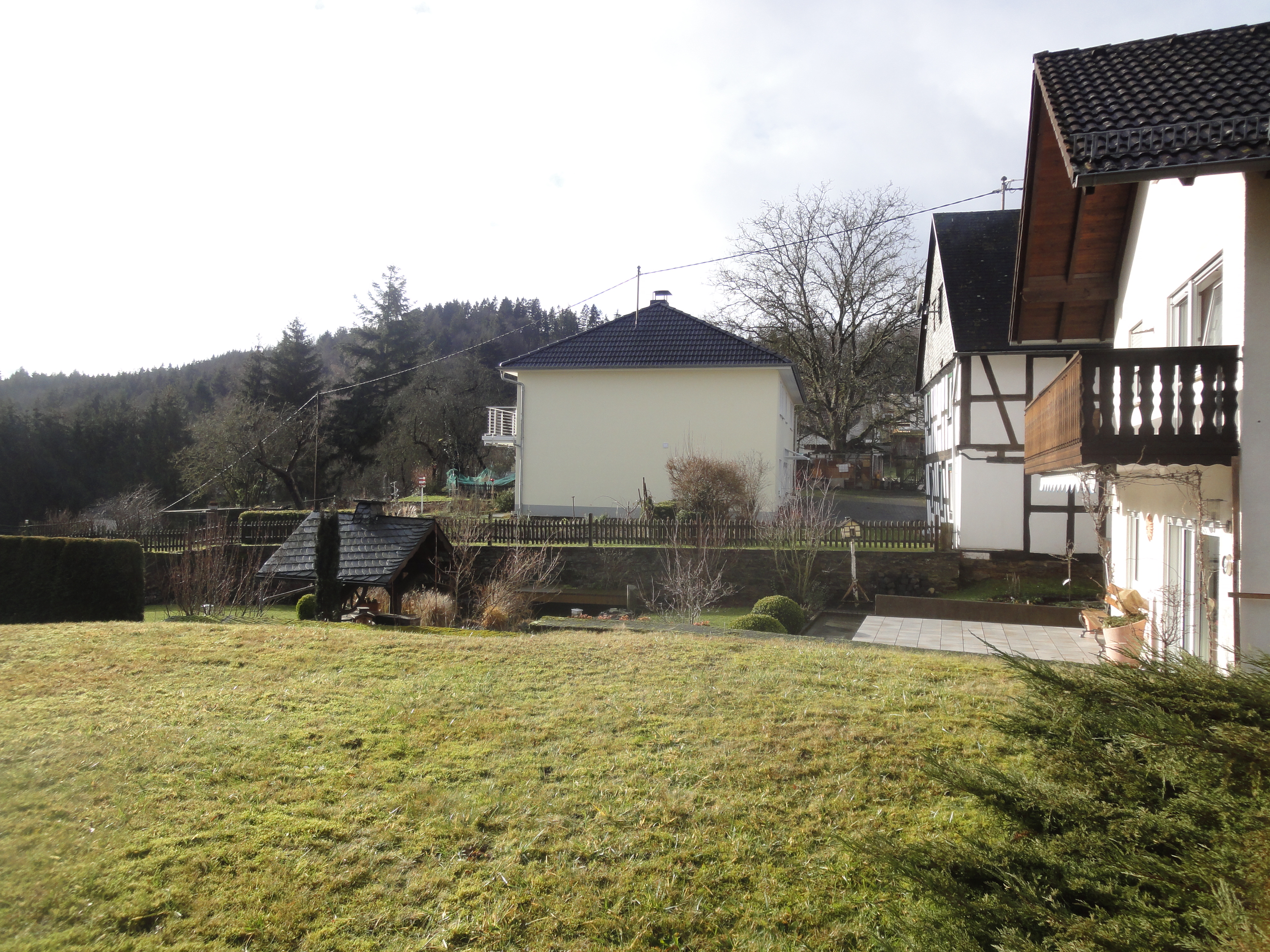
Blick über den ehemaligen Halsgraben

An der Stelle der Burg auf einem felsigen Höhenzug oberhalb des Flusses Weil, steht heute die Evangelische Kirche Emmershausen, eine romanische Kapelle. Wahrscheinlich ist diese Kapelle auf einen Umbau der Burgkapelle zurückzuführen. Vor Ort sind im Gelände noch wenige Spuren der Burg auszumachen. So zeichnet sich der Halsgraben noch deutlich ab, auch wenn er verfüllt und teilweise überbaut ist.
Die Burgherren waren Burgmänner der Grafen von Diez sowie in späterer Zeit Burgmänner der Grafen von Nassau. Wahrscheinlich erbauten sie die Burg 1207 im Auftrag der Grafen von Diez. Ab 1326 werden die niederadligen Herren von Emmerhausen als Burgbesitzer benannt. Diese sind noch bis 1591 im Ort nachweisbar. 1353 wurde die Burg vermutlich gewaltsam durch die Grafen von Nassau eingenommen. Im Jahr 1446 folgte die Erwähnung als Ruine, 1609 waren nur noch die Fundamente vorhanden, die der ein Jahr vorher eingesetzte neue lutherische Pfarrer wie folgt in der Bestandsaufnahme notierte: 

„Was die Capellen anlangt etwan von alters ein Raubschloß gewesen, findt man altes gemauert.“